# Sjællandske Livregiment
Sjællandske Livregiment, forkortet SJLR var et dansk infanteriregiment, der indtil sammenlægningen med Gardehusarregimentet og Danske Livregiment til Gardehusarregimentet i 2001 havde til huse på Antvorskov Kaserne.

## Historie
Regimentet blev oprettet 17. november 1614 og har gennem sin levetid deltaget i en række hjemlige krige: Karl Gustav-krigene (1658-60), Skånske Krig (1675-79), den Pfalziske Arvefølgekrig (1693), Den Store Nordiske Krig (1700-21), Slaget på Reden (1801), 1. (1848-50) og 2. Slesvigske Krig (1864). Desuden var det i udenlandsk krigstjeneste i årene 1689-98 og 1701-14.
Regimentets fanebånd er: Slaget ved Lutter am Barenberg 1626, Kjøbenhavn 1659, Landskrona 1675, Dybbøl 1849, Isted 1850 og Dybbøl 1864.
Gennem alle årene, havde regimentets tropper været spredt ud over en række forskellige kaserner på Sjælland. Det var først ved færdiggørelsen af Antvorskov Kaserne i 1975, at alle kompagnier, bataljoner og administrationen blev samlet ét sted.(4 STKMP/1SBDE var dog fortsat i Ringsted). Herefter bestod enhederne af en panserinfanteribataljon (I bataljon), en stående panserbataljon (II panserbataljon) samt en uddannelsesbataljon og diverse støtteenheder, herunder 3 echelonsværksteder.
Ved forsvarsforliget i 1984 blev den stående panserinfanteribataljon nedlagt og videreført som værnepligtsbataljon, ligesom panserbataljonens stående panserinfanterikompagni blev værnepligtigt. I 1994 blev panserbataljonens kampvogne (Centurion mrk. III) udskiftet med Leopard I A5, og var således det første regiment på Sjælland med Leopardkampvogne.
Sjællandske Livregiment har igennem årene skiftet navn adskillige gange. Regimentet er traditionsbærende som Hærens ældste regiment.

## Regimentets navne
- 1614 – Sjællandske Kompagni af Skaanske Regiment Knægte
- 1628 – Sjællandske Nationale Regiment Knægte
- 1661 – Sjællandske Landregiment til Fods
- 1679 – Sjællandske Regiment
- 1768 – Kronprinsens Regiment
- 1808 – Kongens Regiment
- 1839 – Kronens Regiment til Fods
- 1842 – 5. Linie Infanteri-Bataillon
- 1860 – 5. Infanteri-Bataillon
- 1863 – 5. Infanteri-Regiment
- 1865 – 5. Infanteri-Bataillon
- 1867 – 5. Bataillon
- 1951 – 4. Regiment
- 1961 – Sjællandske Livregiment
- 2001 – Sammenlagt med Danske Livregiment og Gardehusarregimentet under navnet Gardehusarregimentet, men med Sjællandske Livregiments historie lagt til grund.